# برج بویرن
برج بویرن (انگلیسی: "Farmer's Tower") آسمان‌خراشی با ۹۵٬۸ متر ارتفاع (با آنتن‌ها ۱۱۲٬۵ متر ارتفاع) در شهر آنتورپ در بلژیک و اولین آسمان‌خراش ساخته‌شده در قاره اروپاست.این ساختمان تا سال ۱۹۵۰ بلندترین ساختمان اروپا بود.